# 文峰寺

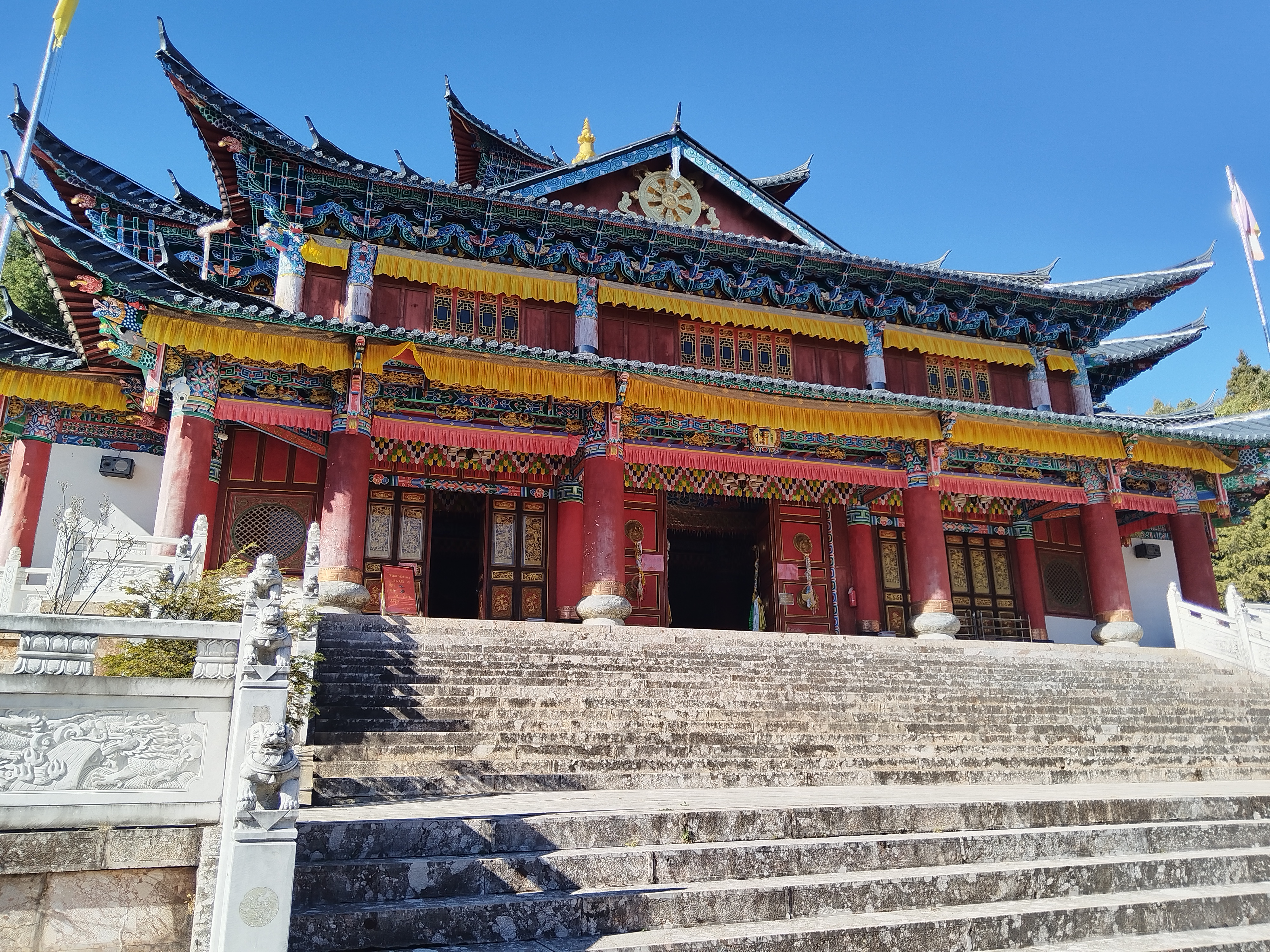
文峰寺

文峰寺（ぶんほうじ　wenfengsi)は中国雲南省麗江の古城から12キロの文筆山の中腹に位置している。建立は清王朝の雍正11年（1733年）になる。文峰寺の上にある金剛亥母霊洞からの風景は、麗江すべての寺院のなかでも一番と言われている。宗派はチベット仏教カギュ派であり、建物はチベット仏教独特の風貌となっている。山全体では古樹が天を覆い、泉水が石の間から湧き出ており、小川となっている。

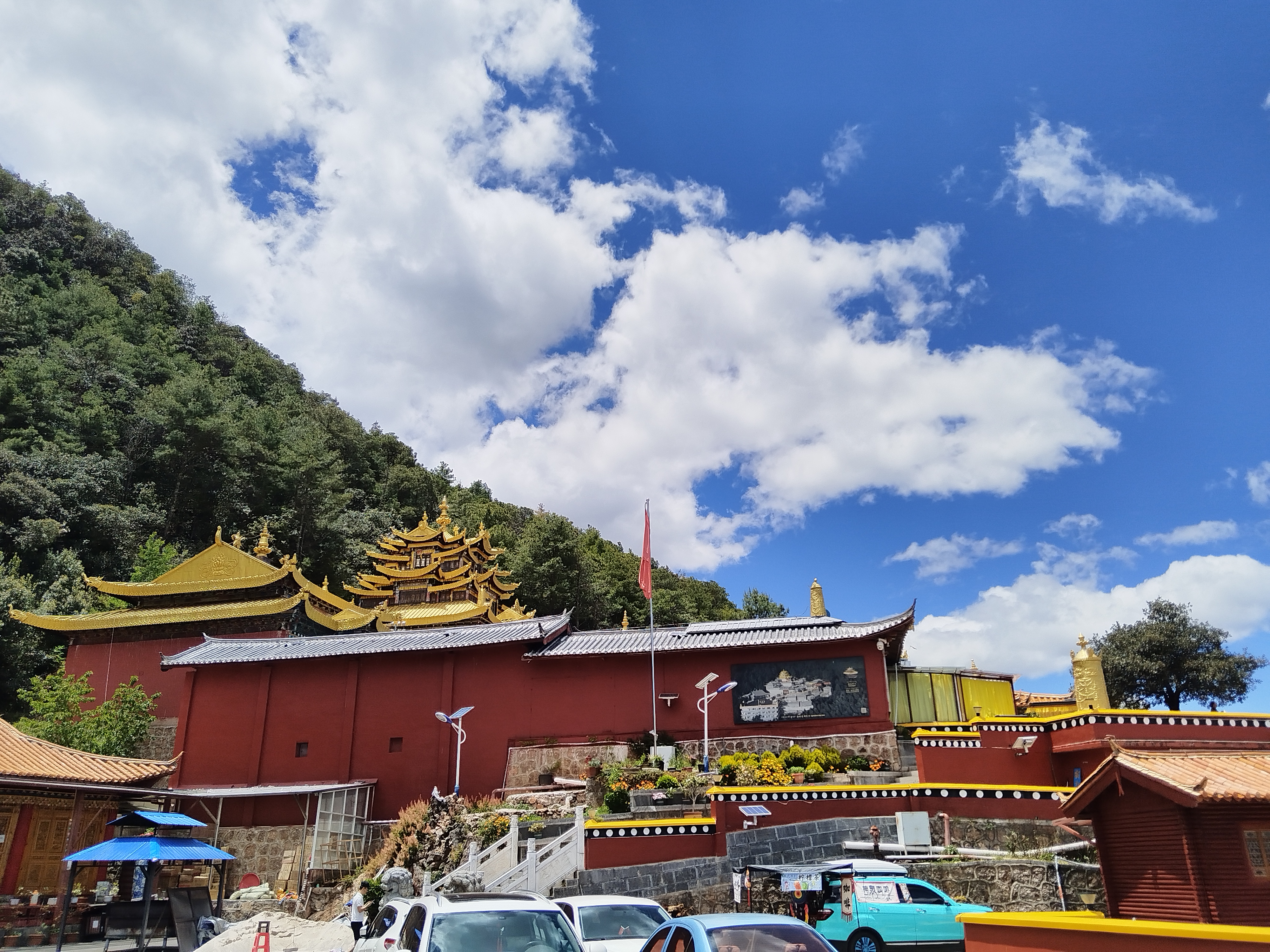
金剛亥母霊洞

ここは仏教の聖地であり、文峰寺はチベットのみならず、青海、四川、雲南などのチベット仏教の信者に大きな影響力がある。インド、ネパール、ミャンマーとも交流があり、麗江といえばナシ族のトンバ文化が有名であるが、ここチベット仏教の聖地である文峰寺もオススメの場所である。
文峰寺から上を見ると金剛亥母霊洞があり、登っていける(約1時間）。雲南のカギュ派の13のラマ寺であり、最高学府である。古くは各寺から多くの僧侶が学びに訪れた。前院と後院に分かれ、前院は食堂などで後院は坐禅部屋であり、南側の山に面した場所は経壇となっている。
1956年8月には仏舎利（仏歯）がミャンマーから送られ、寺院では盛大なイベントが行われた。1982年には麗江で初となる重点文物保護単位に認定された。
言い伝えでは、霊洞はチベット大宝法王が、昔に金沙を三度にわたって渡り雲南西の美しい場所を探したが、ついにこの地で見つけるに至ったという。またもう一つ言い伝えがあり、摩訶迦葉がこの地で説法を行ったことがあり、鶏足山に行く前に、華首門の鍵をここの石の中に残したという。そのためチベットエリアの信者は先にこの地を訪れ、鶏足山の鍵をとりにくることがある。

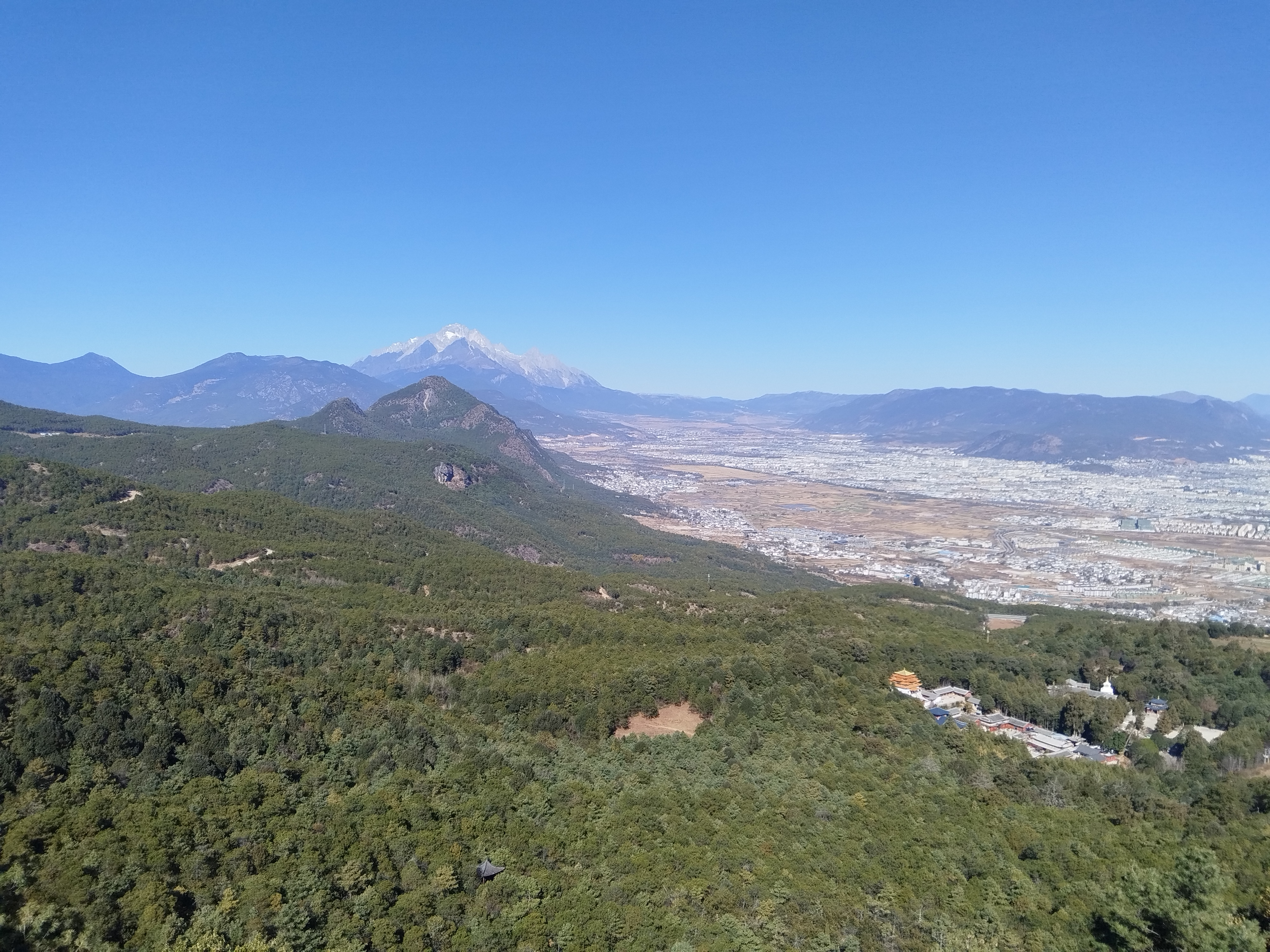
金剛亥母霊洞からの景色

文峰寺には交通機関が通っていないため、非常に静かである。チベット仏教特有の巨大ラマ車やタルチョがなびき、麗江市内とはまた違った趣がある。また修行僧が3年3ヶ月間に寺にこもって修行するのだが、それが終了すると法事が行われるとのことである。